# گرین هورنت (مجموعه تلویزیونی)
گرین هورنت (به انگلیسی: The Green Hornet) عنوان یک مجموعه تلویزیونی محبوب دهه شصت میلادی بود. ون ویلیامز و بروس لی از بازیگران اصلی این مجموعه بودند. این سریال از ۹ سپتامبر سال ۱۹۶۶ شروع و در ۱۷ مارس سال ۱۹۶۷ به کار خود پایان داد. این مجموعه قبل از انقلاب ایران در تلویزیون ملی پخش شد.

## داستان
گرین هورنت (با بازی ون ویلیامز) و دستیارش کاتو (با بازی بروس لی) به صورت ناشناس به مبارزه با جنایتکاران می‌پردازند ...

## بازیگران
- ون ویلیامز در نقش گرین هورنت دوبلر شهاب عسگری
- بروس لی در نقش کاتو دوبلرحسین معمارزاده